# Bartolomeo Litterini

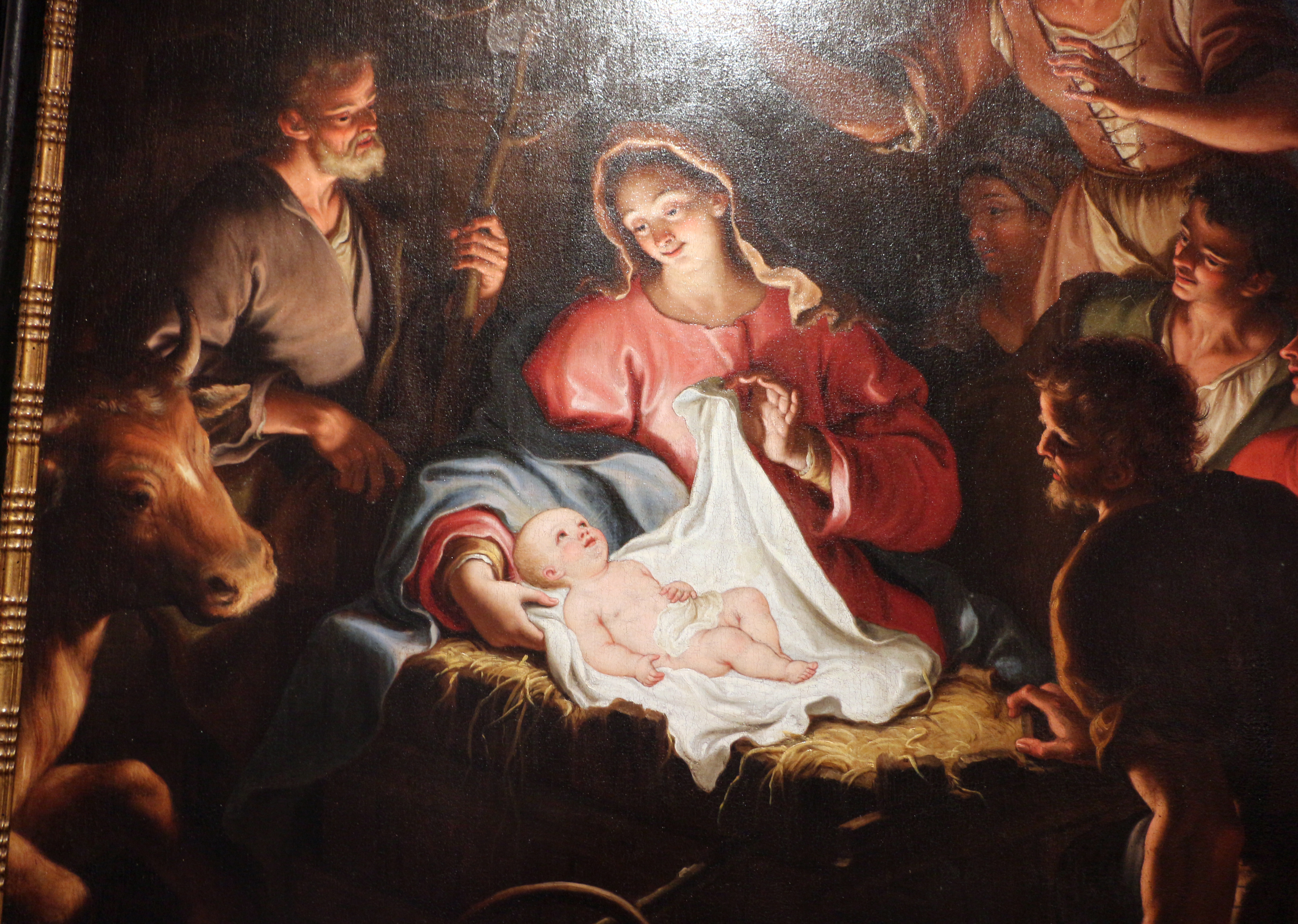
Adorazione dei pastori, 1697-1700-Museo san Nicolò-Zanica

Bartolomeo Litterini (spesso indicato anche soltanto come Litterini o Letterini o ancora come Bortolo Litterini; Venezia, 1669 – Venezia, 27 dicembre 1748) è stato un pittore italiano.

## Biografia
Bartolomeo era figlio del pittore Agostino che gli fu da maestro e di cui ereditò la bottega. Come il padre continuò a firmarsi solo con il cognome; il Litterini fu un pittore mai completamente libero nella sua arte, condizionato dagli insegnamenti del padre e dai desideri delle committenze.

Alla fine del XVII secolo gli venne commissionata la realizzazione di quattro tele sulla vita di San Lorenzo Giustiniani, per la chiesa di Murano dei Santi Maria e Donato.  La sola ancora presente nella chiesa è l'Apparizione di Gesù Bambino a Lorenzo Giustiniani. Di altre due tele che erano presenti nella chiesa ne rimane solo una copia nel museo di Berlino (Staatliche Museen, Kupferstichkabinett) e a Oslo (Galleria nazionale)..
Dipinse maggiormente opere a carattere religioso; nel 1699, per il soffitto di villa Giovannelli a Noventa Padovana, dipinse Saturno che rapisce Filira, che resta una delle poche sue opere a carattere profano. Nel primo decennio del '700 il Litterini modificò la propria pittura in termini più poetici e narrativi, probabilmente influenzato da Gregorio Lazzarini, Sebastiano Ricci e Antonio Balestra. In questi anni dipinse la Madonna col Bambino, San Giovanni Nepomuceno e altri santi di San Canciano e nel 1719 l'Incoronazione della Vergine per la chiesa di Valzurio.
Il suo incontro con Andrea Fantoni scultore, di Rovetta di Bergamo lo portarono a realizzare molti dipinti per le chiese del territorio bergamasco. 

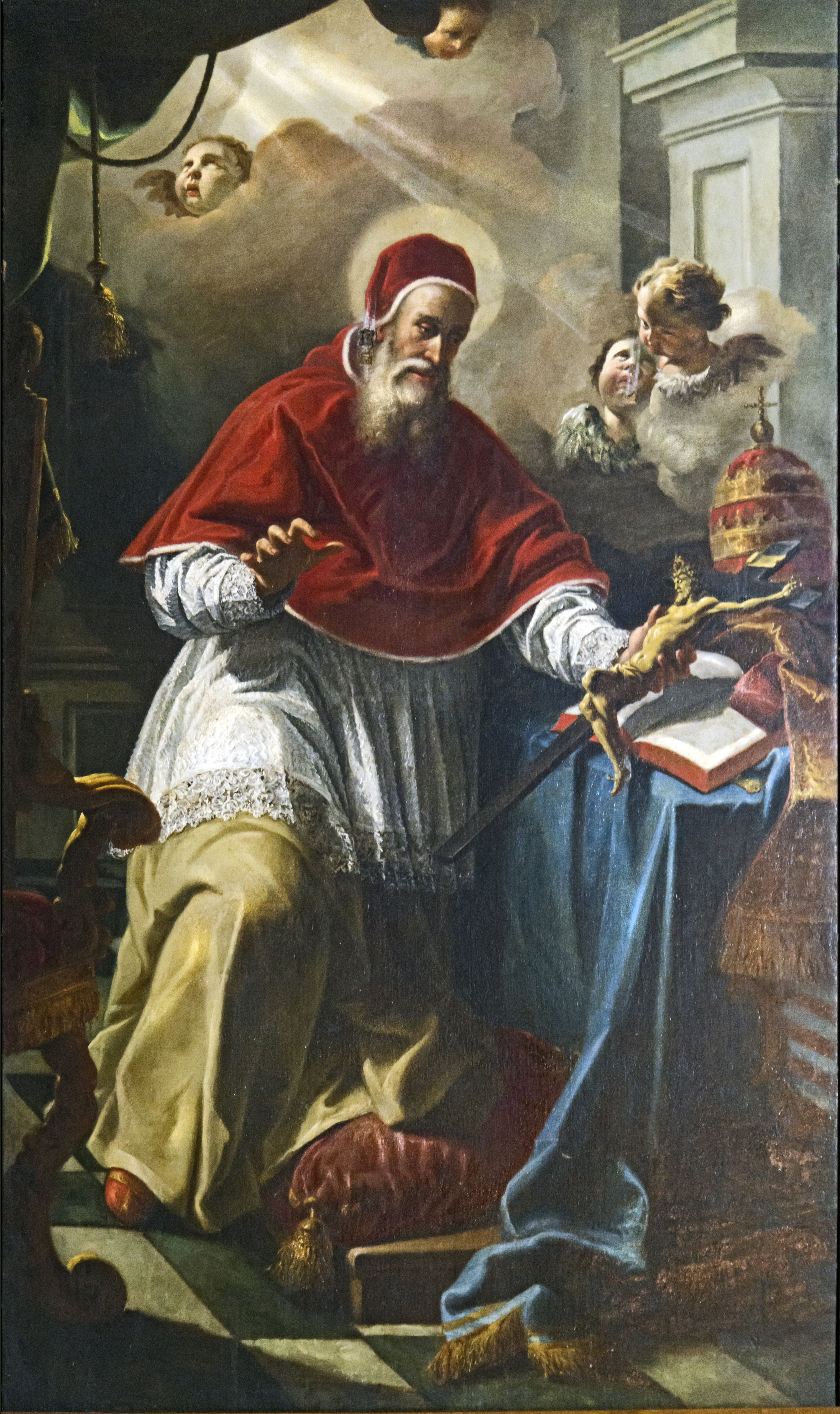
Basilica dei Santi Giovanni e Paolo (Venezia)
Bartolomeo Litterini

## Opere
- Apparizione di Cristo Bambino a Lorenzo Giustiniani, 1697, basilica dei Santi Maria e Donato di Murano[5]
- Tempo che rapisce una figura femminile (Saturno che rapisce Filira?), 1699, villa Giovanelli a Noventa Padovana[6]
- Adorazione dei pastori, 1697-1700, chiesa parrocchiale di San Nicolò, Zanica (Bergamo)[7]
- San Giovanni della Croce in adorazione della Madonna del Carmelo, 1703
- Martirio di Santa Caterina, 1705
- Madonna Immacolata, 1705 o tra 1705 e 1707, chiesa parrocchiale di Villongo San Filastro
- Santa Caterina d'Alessandria e il miracolo della ruota, 1705, chiesa parrocchiale di Villongo San Filastro
- Madonna del Rosario, Trinità e santi, 1724, chiesa parrocchiale di Villongo Sant'Alessandro
- Martirio di San Pietro da Verona, 1707, chiesa di San Pietro Martire ad Alzano Lombardo
- La predica, 1707
- Il martirio di San Marco, 1707
- Adorazione del Sacramento ossia Le Virtù e due confratelli della Scuola del Santissimo Sacramento, 1708, grande tela ovale sul soffitto del presbiterio della chiesa di San Stae a Venezia[8]
- La Crocifissione con la Vergine, San Gaetano da Thiene e le anime sante del purgatorio, 1708, chiesa parrocchiale dei Santi Filippo e Giacomo in Cerete Alto[9]
- La Crocifissione, 1708, chiesa di San Giovanni Crisostomo a Venezia
- Cristo morto accolto dal Padre Eterno e dallo Spirito Santo, la Vergine Addolorata e San Giovanni di Matha, 1708
- Il Transito di Giuseppe, 1709, pala posta sull'altare omonimo della chiesa della Beata Vergine del Paradiso di Clusone (BG) dove è ben visibile la firma dell'autore in Litterini
- La Madonna della Mercede, 1709, chiesa parrocchiale di Rovetta
- Il Redentore con la croce che appare a due santi che intercedono per le anime dei defunti, 1709, chiesa parrocchiale di Rovetta
- Giacobbe carpisce la benedizione di Isacco, 1710, Musei civici di Padova
- Tobiolo scaccia il demonio prima del matrimonio con Sara, 1710, Musei civici di Padova
- Giuseppe e la moglie di Putifarre, 1710
- Susanna e i vecchioni, 1710
- Flagellazione di Cristo, 1712
- Ercole accolto in Olimpo, 1712, palazzo Zenobio a Venezia
- Incoronazione della Vergine, 1719, chiesa parrocchiale di Santa Margherita a Valzurio (BG)
- Santi Anna, Giuseppe e Antonio da Padova, verso il 1720, chiesa di Sant'Alvise, Venezia
- L'Immacolata e i Santi Giuseppe e Antonio da Padova, 1720, chiesa di San Canciano a Venezia
- Madonna Addolorata, 1720
- Madonna del Carmelo, 1720
- Moltiplicazione dei pani e dei pesci, 1721, chiesa parrocchiale di San Pietro Martire a Murano
- Le Nozze di Cana, 1723, chiesa parrocchiale di San Pietro Martire a Murano
- Assunzione, 1731, ex pala dell'altare maggiore della parrocchiale di St. Mariä Himmelfahrt a Garmisch-Partenkirchen[10]
- San Francesco che riceve le stimmate e altri santi, 1732
- Sant'Antonio con Gesù Bambino, 1739, pala dell'altare maggiore del santuario di St. Anton a Garmisch-Partenkirchen[11][12]
- Madonna del Carmine e Madonna Addolorata con il Sacro Cuore di Gesù, chiesa di San Canciano a Venezia
- Sant'Eustachio in prigione, nella sagrestia della chiesa di San Stae a Venezia
- Trionfo della Fede, tela sul soffitto della 3ª cappella di destra, chiesa di San Stae a Venezia[8]
- Due pale nella chiesa parrocchiale di San Paolo di Esine (Valcamonica)[13]
- Quattro tele raffiguranti miracoli di Gesù: Risurrezione di Lazzaro – Cristo e il centurione – Guarigione del muto – Guarigione del cieco, nella chiesa parrocchiale di San Pietro Martire a Murano[14]
- Dipinto di soggetto sconosciuto (biblico?), Civico museo d'arte antica di Milano[15]
- Papa Pio V (attribuito)[16], nella cappella di San Pio V, basilica dei Santi Giovanni e Paolo a Venezia